# Giuseppe Gobbato
Giuseppe Gobbato (Voghera, 28 maggio 1904 – Città del Capo, 4 settembre 1990) è stato un marciatore italiano.

## Biografia
Nel 1936 prese parte ai Giochi olimpici di Berlino classificandosi quattordicesimo nella marcia 50 km. L'anno successivo fu campione italiano assoluto sulla medesima distanza e nel 1938, ai campionati europei di atletica leggera di Parigi conquistò la settima posizione.

## Palmarès
| Anno | Manifestazione  | Sede    | Evento       | Risultato | Prestazione | Note                          |
| ---- | --------------- | ------- | ------------ | --------- | ----------- | ----------------------------- |
| 1936 | Giochi olimpici | Berlino | Marcia 50 km | 14º       | 4h49'51"    | Miglior prestazione personale |
| 1938 | Europei         | Parigi  | Marcia 50 km | 7º        | 4h56'20"    |                               |

## Campionati nazionali
- 1 volta campione italiano assoluto della marcia 50 km (1937)

1937
- Oro ai campionati italiani assoluti, marcia 50 km - 4h46'14"0